# Гольштейнская Швейцария

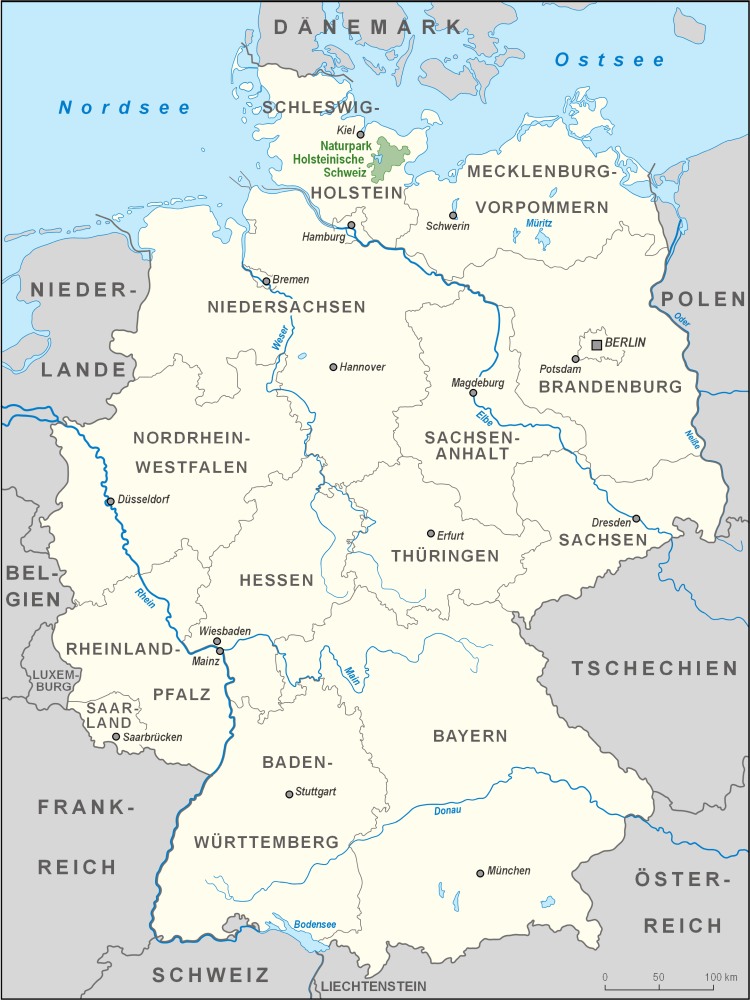
Природный парк Голштинская Швейцария на карте Германии

Гольштейнская Швейцария (также Голштинская Швейцария, нем. Holsteinische Schweiz) — холмистый ландшафт на северо-востоке Германии, в земле Шлезвиг-Гольштейн. Организован природный парк Гольштейнская Швейцария.
Гольштейнская Швейцария, называемая также Голштинская озёрная низменность (нем. Holsteinische Seeplatte) расположена на побережье Балтийского моря, на территории районов Плён и Восточный Гольштейн и представляет собой равнину, усеянную множеством озёр. Рельеф местности был сформирован во время последнего ледникового периода. Голштейнская Швейцария, как возвышенность, является частью Балтийской возвышенности.
Озёра этого края находятся на высоте от 22 до 28 м над уровнем моря и имеют глубину от 20 до 60 м. На северо-западе региона, возле города Прец лежат озёра Постзе и Ланкер-Зе, которые каналами соединены с более крупными озёрами в центре Голштинской Швейцарии — Гросер-Плёнер-Зе площадью в 29,1 км², Клайнер-Плёнер и Траммер-Зе. С востока к озеру Гросер-Плёнер-Зе прилегают озёра Виерер-Зе, Белер-Зе, Дикзе, Келлерзе и Гросер-Ойтинер-Зе.
Самой высокой точкой Голштинской Швейцарии является холм Бунгсберг (164 м над уровнем моря).
Лесные и озёрные богатства края делают Голштинскую Швейцарию излюбленным местом для отдыхающих и туристов. Центрами туризма в регионе являются воздушный курорт Маленте и районные центры — города Плён и Ойтин.

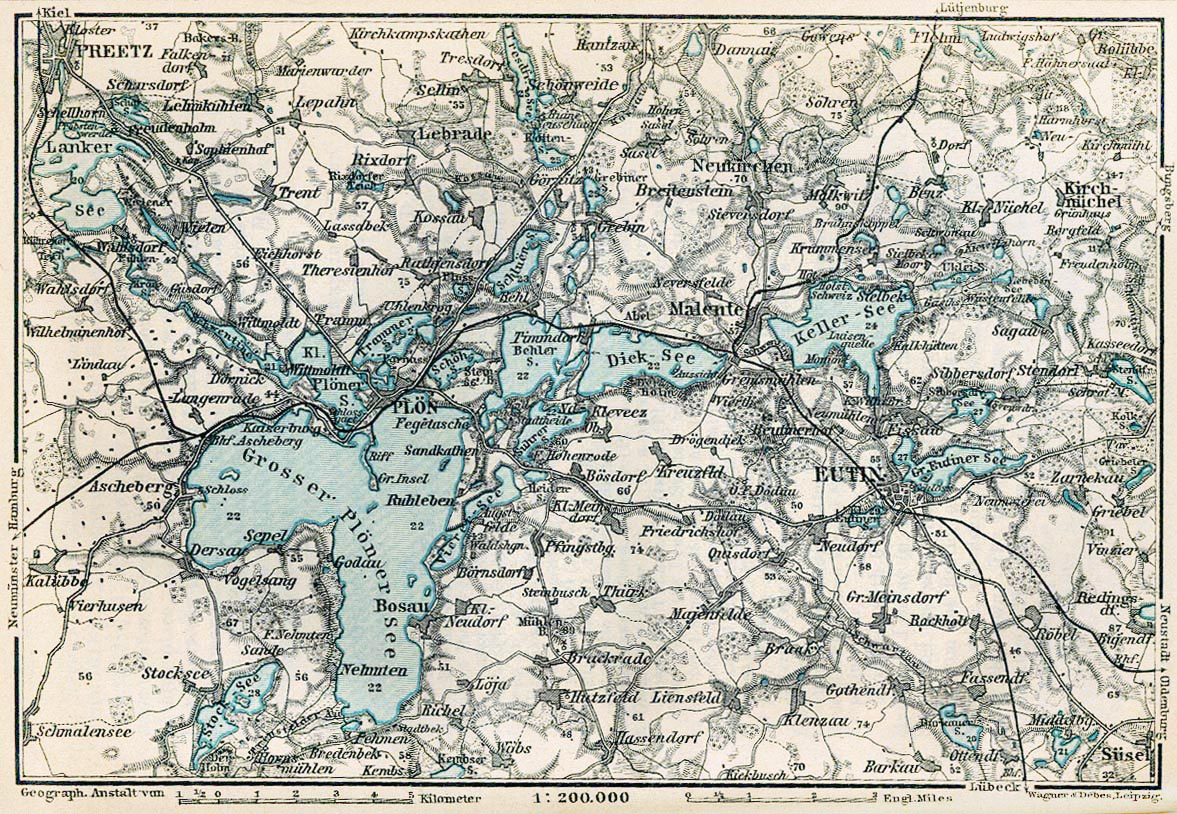
Карта Голштинской Швейцарии 1910 года
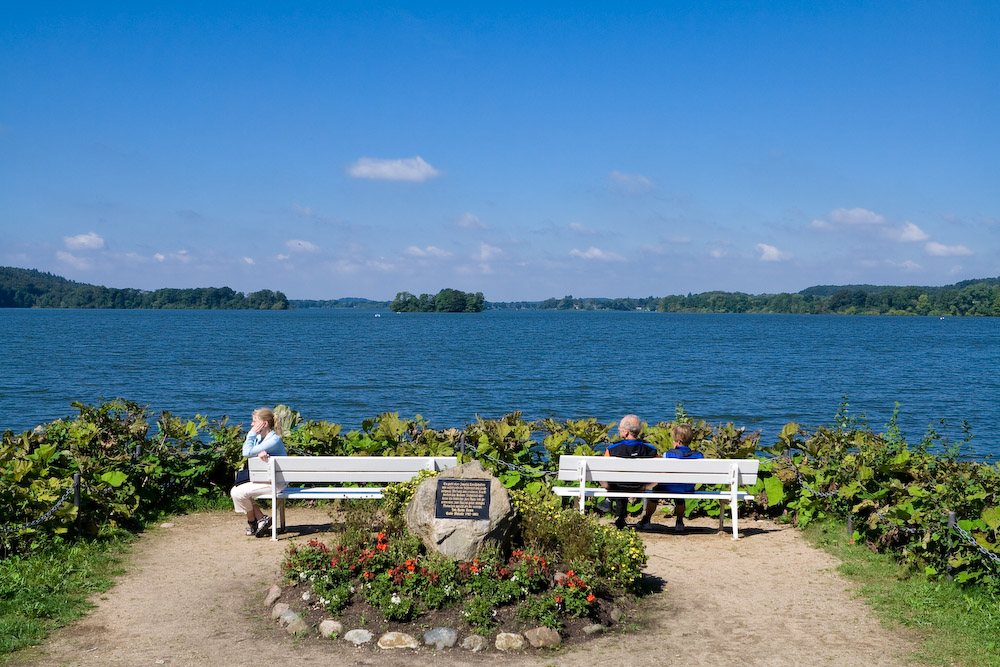
Панорама Дикзе
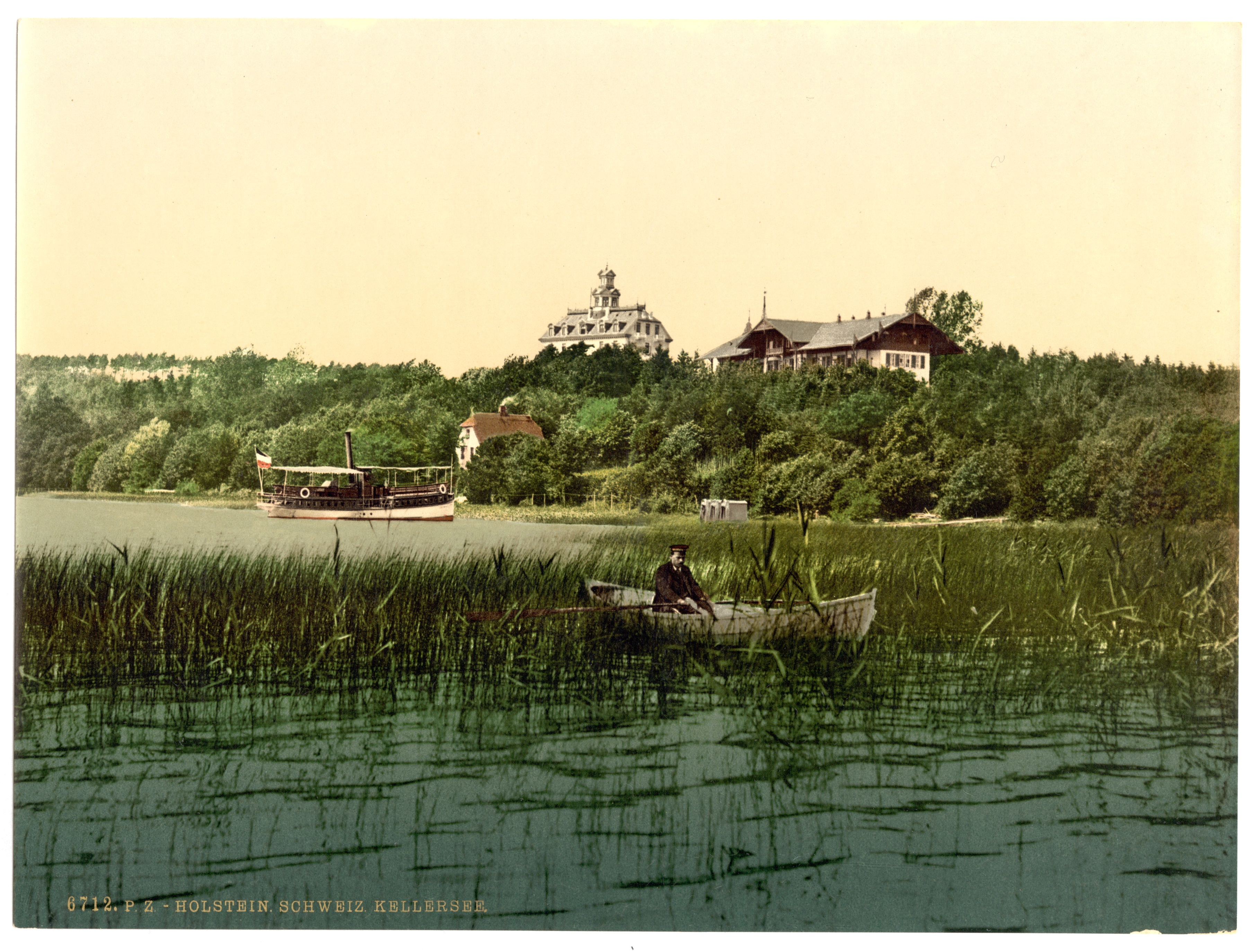
Келлерзе